# Mohand ash-Shehri
Mohand ash-Shehri (arabiska: مهند الشهري; ibland transkriberat som al-Shehri eller Alshehri), även känd under sina alias Mohammed Alshehhi och Mohald Alshehri, född 5 juli 1979, utpekades av FBI som en av kaparna av flygplanet United Airlines Flight 175 som flög in i World Trade Centers södra torn den 11 september 2001.